# تقسیمات کشوری اسپانیا

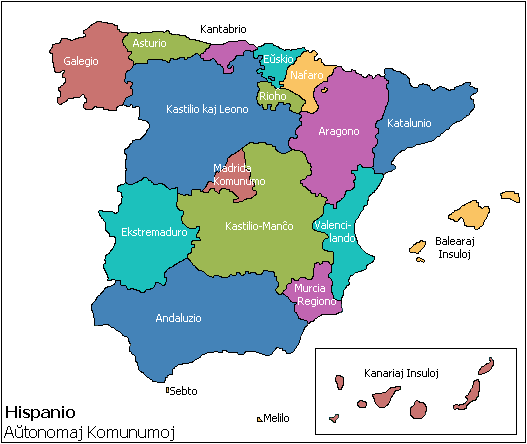
نقشه نواحی خودمختار اسپانیا

استانهای اسپانیا از ۱۸۳۳ بدون تغییر باقی مانده‌اند. اسپانیا ۵۰ استان دارد. قانون اساسی ۱۹۷۸ اسپانیا فرمان به تأسیس بخش‌هایی خودمختار در کشور اسپانیا داده است. این قانون در بین سال‌های ۱۹۷۹ تا ۱۹۸۳ اجرا شد و ۱۷ بخش خودمختار هریک شامل یک یا چند استان درست شد. برای نمونه ناحیه اکسترمادورا از دو استان کاسرس و باداخوس تشکیل شده‌است. کوچکترین واحد کشورداری در اسپانیا دهستان است. اسپانیا ۸۱۰۸ دهستان دارد. همچنین یک یا چند دهستان با هم تشکیل یکایی به نام شهرستان یا شورای جزیره و غیره (بسته به تصمیم پارلمان بخش خودمختار و اینکه دهستانها در خشکی باشند یا در جزیره) می‌دهند. سئوتا و ملیله در این میان یکتا هستند. آن‌ها به‌طور رسمی جزئی از نقاط حاکمیتی شمال آفریقا (plazas de soberanía del norte de Africa) هستند. استاندارد ایزو آن‌ها را جدا از هم تقسیمبندی کرده‌است، هرچند که شاید با معناتر باشد که آن‌ها به عنوان یک منطقه فهرست شوند. سئوتا و ملیله هر کدام یک دهستان هستند. در گذشته سئوتا در استان کادیز و ملیله در استان مالگا قرار داده می‌شد.
این تقسیم‌بندی در قانون اساسی اسپانیا آمده است. شهرستانها در اداره امور داخلی خود مجازند؛ استانها برای انجام کارهای دولتی طراحی شده‌اند. سیستم پنجاه استانی کنونی -با تغییرات جزئی- همان است که در سال ۱۸۳۳ توسط خاویر د بورگوس طراحی شد.
در گذشته استانها از اهمیت بیشتری برخوردار بودند ولی از زمان آمدن سامانه بخش‌های خودمختار، استانها قدرت کمتری داشته‌اند. بیشتر استانها بر اساس مرکزشان نامگذاری شده‌اند به جز آلابا، آستوریاس، بیسکای، کانتابریا، گیپوسکوا، جزایر بالئارس، لاریخا و نابارا.
هفت استان به دلایل تاریخی خود بخش خودمختار نیز هستند: آستوریاس، جزایر بالئارس، کانتابریا، لاریخا، مادرید، مورسیا و نابارا.